# K Lyra-Lierse Berlaar
Ne pas confondre avec le KVV Lyra (matricule 52 original), un ancien club disparu dans une fusion en 1972 avec le K Lierse SK, porteur du matricule 30 et disparu en 2018, ni avec le KFC Rita Berlaar, porteur du matricule 2693 et disparu en 2000, ni avec le Lierse Kempenzonen, anciennement KFC Oosterzonen Oosterwijk, qui reprend les installations du Lierse après sa disparition.
Maillots
Actualités
Dernière mise à jour : 28 juillet 2020.
Le Koninklijke Lyra-Lierse Berlaar est un club belge de football basé à Lierre. Le club a été créé en 1972 par des supporters du KVV Lyra réfractaires à la fusion avec le Lierse. Le club porte le matricule 7776 jusqu'en juin 2017. Le 4 juin 2017, le club rachète l'ancien matricule 52 à l'URBSFA. Le cercle évolue en Nationale 2 lors de la saison 2020-2021. C'est sa 32e saisons dans les séries nationales, dont 7 ont été jouées en Division 3, le plus haut niveau atteint par le club.
En 2018, après la faillite du Lierse (matricule 30), le club déménage vers Berlaar et prend son nom actuel.

## Histoire
En 1972, le KVV Lyra, porteur du matricule 52, est absorbé par le K Lierse SK, porteur du matricule 30. Le 3 mai, des supporters du Lyra, opposés à cette fusion, décident de recréer un nouveau club qu'ils baptisent Koninklijke Lyra Turn- en Sportvereniging. Ce nouveau club étant créé comme une nouvelle section de l'association toujours existante Turn- en Sportvereniging Lyra, dont dépendait à l'origine le KVV Lyra avant qu'il ne prenne son indépendance. Ainsi, le club est autorisé à utiliser le qualificatif Koninklijke (Royal en néerlandais) car il est considéré comme une nouvelle section d'une association en activité depuis plus de cinquante ans. Le club est affilié à l'URBSFA le 1er juillet et reçoit à cette occasion le matricule 7776. Le club est versé en quatrième provinciale, le plus bas niveau du football belge.
Dès sa première saison en championnat, le Lyra termine vice-champion dans sa série et est promu au niveau supérieur, où il obtient le même classement l'année suivante et accède ainsi à la deuxième provinciale en seulement deux saisons. Il finit à nouveau deuxième de sa série mais n'est cette fois pas promu à l'échelon supérieur. Après deux championnats conclus à des places d'honneur, le club remporte le titre dans sa série et monte pour la première fois en première provinciale en 1978. L'équipe termine cinquième pour sa première saison parmi l'élite provinciale mais les résultats sont moins bons les années suivantes. Finalement, en 1982, le club échoue en position de relégable et doit reculer d'un cran dans la hiérarchie.
Le Lyra passe cinq ans en « P2 » et remonte en « P1 » à la faveur d'un nouveau titre de champion en 1987. Douze mois plus tard, le club fête un nouveau sacre et s'ouvre ainsi pour la première fois les portes de la Promotion, le quatrième et dernier niveau national. Pour ses débuts en séries nationales, le club joue les premiers rôles et échoue à la deuxième place, derrière le KVO Aarschot. L'année suivante est encore meilleure et voit l'équipe décrocher le titre de champion dans sa série, ce qui lui permet d'atteindre la Division 3. Après une saison tranquille conclue en milieu de classement, le club a plus de difficultés durant le championnat 1991-1992 qu'il termine en dernière position, synonyme de retour en Promotion.
Le Lyra évolue à ce niveau durant toutes les années 1990, avec comme meilleur résultat une sixième place en 1997. Le club réalise toutefois une saison 1999-2000 exceptionnelle et décroche le titre de champion, un peu à la surprise générale. Revenu en troisième division, le club occupe les premières places durant toute la saison, qu'il termine à la troisième place. Cette performance constitue son meilleur classement historique et lui permet de se qualifier pour le tour final pour la montée en Division 2. Il en est cependant éliminé au premier tour par le KV Kortrijk. L'équipe dispute encore trois bonnes saisons à ce niveau puis termine à l'avant-dernière place en 2005, la renvoyant en Promotion.
Déterminé à remonter rapidement, le Lyra termine sur le podium les deux saisons qui suivent sa relégation. Qualifié à chaque fois pour le tour final, il en est éliminé au premier tour à chaque participation. Il participe à nouveau au tour final pour la montée en Division 3 en 2011 grâce au gain de la première tranche mais il ne franchit pas le premier tour. La saison suivante, le club se retrouve mêlé à la lutte pour le maintien. Mathématiquement relégué, il se voit octroyer trois points sur tapis vert après que la fédération lui ait attribué une victoire par forfait face au FC Charleroi qui avait aligné un joueur n'étant pas en ordre d'affiliation. Il se retrouve à égalité de points avec la Royale Union Saint-Ghislain Tertre-Hautrage. Le Lyra disposant d'une meilleure différence de buts est classé douzième dans sa série et renvoie les hennuyers en barrages.
Après ce sauvetage inespéré, le Lyra se retrouve mêlé chaque saison à la lutte pour le maintien, se classant chaque année entre la dixième et la douzième place. Il termine cependant en position de relégable au terme de la saison 2015-2016 et doit retourner en première provinciale.
Le 4 juin 2017, le club se voit réattribuer le matricule 52, à l'origine porté par le premier Lyra.

### Montée et changement d'appellation
En 2018, le club remporte le titre en première provinciale et retrouve le niveau national. Il déménage dans la foulée à Berlaar et, à la suite de la faillite du Lierse (matricule 30), adapte son nom officiel en K. Lyra-Lierse Berlaar. Le club reçoit le soutien de l'ASBL "Lierse voor Altijd" (Lierse pour Toujours), une fédération des clubs de supporters de l'ancien matricule 30,. En date du 8 juin 2018, l'URBSFA accepte le changement d'appellation mais précise que les lettres "SK" (venant de l'ancien matricule 30) ne peuvent pas être employées avant le délai fédéral réglementaire de cinq ans,.

## Stades
- 3 mai 1972 - 4 mai 2014: Lyrastadion à Lierre, qui doit être rasé pour faire place à un complexe résidentiel.
- 2014 -... : Doelvelden à Berlaar, mais le siège social du club reste domicilié à Lierre. Ce sont les anciennes installations du KFC Rita Berlaar désormais employées par le SK Berlaar. Le club doit ensuite entrer dans un stade flambant neuf au lieu-dit « De Hoge Velden », toujours à Berlaar.

## Anciens logos

Anciens logos

## Résultats dans les divisions nationales
Statistiques mises à jour le 3 décembre 2024 (terme de la saison 2023-2024)

### Palmarès
- 2 fois champion de Promotion : 1990, en 2000.
- 1 fois Champion de Division 3 Amateur : 2020

### Bilan
| Niv | Divisions     | Jouées | Titres | TM Up | TM Down |
| --- | ------------- | ------ | ------ | ----- | ------- |
| I   | 1re nationale | 0      | 0      |       |         |
| II  | 2e nationale  | 0      | 0      |       |         |
| III | 3e nationale  | 7      | 0      | 1     |         |
| IV  | 4e nationale  | 25     | 2      | 3     |         |
| V   | 5e nationale  | 2      | 1      | 1     |         |
|     |               |        |        |       |         |
|     | TOTAUX        | 34     | 3      | 5     | 0       |

- TM Up : test-match pour départager des égalités, ou toutes formes de Barrages ou de Tour final pour une montée éventuelle.
- TM Down : test-match pour départager des égalités, ou toutes formes de Barrages ou de Tour final pour le maintien.

### Classement saison par saison
| Ordre               | Saison  | Nom du club            | Niveau                 | Classement final | Remarques                            |
| ------------------- | ------- | ---------------------- | ---------------------- | ---------------- | ------------------------------------ |
| 1                   | 1988-89 | K. Lyra TSV            | Promotion série B      | 2e/16            |                                      |
| 2                   | 1989-90 | K. Lyra TSV            | Promotion série B      | 1er/16           | Champion et promu!                   |
| 3                   | 1990-91 | K. Lyra TSV            | Division 3 série B     | 9e/16            |                                      |
| 4                   | 1991-92 | K. Lyra TSV            | Division 3 série B     | 16e/16           | Relégué!                             |
| 5                   | 1992-93 | K. Lyra TSV            | Promotion série B      | 11e/16           |                                      |
| 6                   | 1993-94 | K. Lyra TSV            | Promotion série B      | 12e/16           |                                      |
| 7                   | 1994-95 | K. Lyra TSV            | Promotion série B      | 9e/16            |                                      |
| 8                   | 1995-96 | K. Lyra TSV            | Promotion série B      | 9e/16            |                                      |
| 9                   | 1996-97 | K. Lyra TSV            | Promotion série B      | 6e/16            |                                      |
| 10                  | 1997-98 | K. Lyra TSV            | Promotion série B      | 13e/16           |                                      |
| 11                  | 1998-99 | K. Lyra TSV            | Promotion série B      | 10e/16           |                                      |
| 12                  | 1999-00 | K. Lyra TSV            | Promotion série B      | 1er/16           | Champion et promu!                   |
| 13                  | 2000-01 | K. Lyra TSV            | Division 3 série A     | 3e/16            | Tour final                           |
| 14                  | 2001-02 | K. Lyra TSV            | Division 3 série B     | 8e/16            |                                      |
| 15                  | 2002-03 | K. Lyra TSV            | Division 3 série B     | 5e/16            |                                      |
| 16                  | 2003-04 | K. Lyra TSV            | Division 3 série A     | 10e/16           |                                      |
| 17                  | 2004-05 | K. Lyra TSV            | Division 3 série A     | 15e/16           | Relégué!                             |
| 18                  | 2005-06 | K. Lyra TSV            | Promotion série C      | 3e/16            | Tour final                           |
| 19                  | 2006-07 | K. Lyra TSV            | Promotion série C      | 2e/16            | Tour final                           |
| 20                  | 2007-08 | K. Lyra TSV            | Promotion série B      | 7e/16            |                                      |
| 21                  | 2008-09 | K. Lyra TSV            | Promotion série C      | 3e/16            |                                      |
| 22                  | 2009-10 | K. Lyra TSV            | Promotion série B      | 8e/16            |                                      |
| 23                  | 2010-11 | K. Lyra TSV            | Promotion série B      | 5e/16            | Tour final                           |
| 24                  | 2011-12 | K. Lyra TSV            | Promotion série B      | 12e/16           |                                      |
| 25                  | 2012-13 | K. Lyra TSV            | Promotion série C      | 10e/16           |                                      |
| 26                  | 2013-14 | K. Lyra TSV            | Promotion série C      | 11e/16           |                                      |
| 27                  | 2014-15 | K. Lyra TSV            | Promotion série C      | 11e/16           |                                      |
| 28                  | 2015-16 | K. Lyra TSV            | Promotion série C      | 16e/16           | Relégué!                             |
| séries provinciales |         |                        |                        |                  |                                      |
| 29                  | 2018-19 | K. Lyra-Lierse Berlaar | D2 Amateur VFV série B | 3e/16            | Tour final !                         |
| 30                  | 2019-20 | K. Lyra-Lierse Berlaar | D2 Amateur VFV série B | 1re/16           | Promu !                              |
| 31                  | 2020-21 | K. Lyra-Lierse Berlaar | Nationale 2 VV série B | N/A              | saison annulée en raison du Covid-19 |
| 32                  | 2021-22 | K. Lyra-Lierse Berlaar | Nationale 2 VV série B | 3e/16            | Tour final                           |
| 33                  | 2022-23 | K. Lyra-Lierse Berlaar | Nationale 2 VV série B | 6e/18            |                                      |
| 34                  | 2023-24 | K. Lyra-Lierse Berlaar | Nationale 2 VV série B | 3e/18            |                                      |
| 35                  | 2024-25 | K. Lyra-Lierse Berlaar | Nationale 1 VV         | ... /16          |                                      |